# میدان آکسفورد
میدان آکسفورد (انگلیسی: Oxford Circus) یک میدان لندن، انگلستان است.
این میدان که در وست‌مینستر قرار دارد در تقاطع خیابان ریجنت و خیابان آکسفورد واقع شده است.